# Tatyana McFadden
Tatyana McFadden (Leningrado, 21 aprile 1989) è un'atleta paralimpica, fondista e biatleta statunitense.
È sorella di Hannah McFadden, a sua volta atleta paralimpica di alto livello.

## Biografia
Nacque a San Pietroburgo nel 1989 affetta da spina bifida, una malattia congenita che le impedì di camminare sin dalla tenera età. La madre naturale la abbandonò in un orfanotrofio, il quale non poteva permettersi l'acquisto di una sedia a rotelle per la bambina, così per i primi sei anni della sua vita Tatyana dovette camminare utilizzando le mani. Durante la sua permanenza nell'orfanotrofio incontrò Deborah McFadden, la quale si trovava in Russia in qualità di commissario per il Dipartimento della Salute degli Stati Uniti d'America. Decise così di adottare Tatyana e portarla a vivere a Baltimora, negli Stati Uniti.
Tatyana fu portata a praticare diversi sport per rafforzare la sua muscolatura: dapprima praticò il nuoto, poi la ginnastica, la pallacanestro su sedia a rotelle, l'hockey su slittino e l'atletica leggera. È studentessa presso l'Università dell'Illinois, dove fa parte della squadra di pallacanestro su sedia a rotelle.

### Carriera da atleta paralimpica
A soli 15 anni prese parte ai Giochi paralimpici di Atene 2004, dove conquistò due medaglie: quella d'argento nei 100 metri e quella di bronzo nei 200 metri. Risale invece al 2006 la sua prima esperienza ad un campionato mondiale: quell'anno partecipò ai mondiali di Assen portando a casa la medaglia d'oro nei 100 metri e quella d'argento nei 200 e nei 400 metri.
Il 2008 fu l'anno della seconda esperienza paralimpica di Tatyana. A Pechino arricchì il suo medagliere con tre medaglie d'argento (200, 400 e 800 metri) e una di bronzo (staffetta 4×100 metri).
Dal 2011 iniziò a raccogliere numerose medaglie d'oro mondiali e paralimpiche: ai mondiali di Christchurch ne vinse quattro, ai quali si aggiunse l'argento nella staffetta 4×400 metri; alle Paralimpiadi di Londra 2012 vinse tre medaglie d'oro e una di bronzo, ma il suo più grande successo risale al 2013, quando ai campionati del mondo di atletica leggera paralimpica riuscì ad aggiudicarsi sei titoli mondiali: fu la prima atleta in assoluto a riuscire a vincere tutte le gare di corsa (dai 100 metri ai 5000 metri) durante un campionato mondiale. Sempre nel 2013 riuscì in un'altra grande impresa: la vittoria delle quattro maratone maggiori nello stesso anno (Boston, Chicago, Londra e New York).
Nel 2014 arrivarono altre tre vittorie in altrettante maratone: New York, Londra e Boston.

### Carriera da fondista paralimpica
Dal 2013, seguendo i consigli e le orme di Alana Nichols, vincitrice di medaglie d'oro paralimpiche sia ai Giochi estivi di Pechino 2008 sia a quelli invernali di Vancouver 2010, ha iniziato ad avvicinarsi agli sport invernali nella disciplina dello sci di fondo. Dopo aver preso parte ad alcune prove di Coppa del Mondo, è stata membro della delegazione statunitense ai Giochi paralimpici invernali di Soči 2014, occasione in cui ha conquistato la medaglia d'argento nella gara sprint.

## Palmarès

### Atletica leggera paralimpica
| Anno | Manifestazione             | Sede           | Evento                        | Risultato | Prestazione | Note                                     |
| ---- | -------------------------- | -------------- | ----------------------------- | --------- | ----------- | ---------------------------------------- |
| 2004 | Giochi paralimpici         | Atene          | 100 metri T54                 | Argento   | 16"69       |                                          |
| 2004 | Giochi paralimpici         | Atene          | 200 metri T54                 | Bronzo    | 30"48       |                                          |
| 2004 | Giochi paralimpici         | Atene          | 400 metri T54                 | 5ª        | 56"24       |                                          |
| 2004 | Giochi paralimpici         | Atene          | 800 metri T54                 | 9ª        | 1'55"15     |                                          |
| 2005 | Europei paralimpici (open) | Espoo          | 100 metri T54                 | 1ª        |             |                                          |
| 2005 | Europei paralimpici (open) | Espoo          | 400 metri T54                 | 2ª        |             |                                          |
| 2005 | Europei paralimpici (open) | Espoo          | 800 metri T54                 | 2ª        |             |                                          |
| 2005 | Europei paralimpici (open) | Espoo          | 200 metri T54                 | 3ª        |             |                                          |
| 2006 | Mondiali paralimpici       | Assen          | 100 metri T54                 | Oro       | 16"31       |                                          |
| 2006 | Mondiali paralimpici       | Assen          | 200 metri T54                 | Argento   | 29"25       |                                          |
| 2006 | Mondiali paralimpici       | Assen          | 400 metri T54                 | Argento   | 54"25       |                                          |
| 2006 | Mondiali paralimpici       | Assen          | 800 metri T54                 | 4ª        | 1'55"91     |                                          |
| 2008 | Giochi paralimpici         | Pechino        | 100 metri T54                 | 6ª        | 16"62       |                                          |
| 2008 | Giochi paralimpici         | Pechino        | 400 metri T54                 | Argento   | 53"49       |                                          |
| 2008 | Giochi paralimpici         | Pechino        | 200 metri T54                 | Argento   | 28"43       |                                          |
| 2008 | Giochi paralimpici         | Pechino        | 800 metri T54                 | Argento   | 1'46"95     |                                          |
| 2008 | Giochi paralimpici         | Pechino        | Staffetta 4×100 metri T53/T54 | Bronzo    | 1'02"16     |                                          |
| 2011 | Mondiali paralimpici       | Christchurch   | 100 metri T54                 | Bronzo    | 16"83       |                                          |
| 2011 | Mondiali paralimpici       | Christchurch   | 200 metri T54                 | Oro       | 29"33       |                                          |
| 2011 | Mondiali paralimpici       | Christchurch   | 800 metri T54                 | Oro       | 1'51"10     | Record dei campionati                    |
| 2011 | Mondiali paralimpici       | Christchurch   | Staffetta 4×400 metri T53/T54 | Argento   | 3'57"39     |                                          |
| 2011 | Mondiali paralimpici       | Christchurch   | 1500 metri T54                | Oro       | 3'36"20     | Record dei campionati                    |
| 2011 | Mondiali paralimpici       | Christchurch   | 400 metri T54                 | Oro       | 54"88       |                                          |
| 2012 | Giochi paralimpici         | Londra         | 400 metri T54                 | Oro       | 52"97       |                                          |
| 2012 | Giochi paralimpici         | Londra         | 800 metri T54                 | Oro       | 1'47"01     |                                          |
| 2012 | Giochi paralimpici         | Londra         | 1500 metri T54                | Oro       | 3'36"42     |                                          |
| 2012 | Giochi paralimpici         | Londra         | 100 metri T54                 | Bronzo    | 16"15       |                                          |
| 2012 | Giochi paralimpici         | Londra         | Maratona T54                  | 9ª        | 1h58"47     |                                          |
| 2013 | Mondiali paralimpici       | Lione          | 200 metri T54                 | Oro       | 28"69       |                                          |
| 2013 | Mondiali paralimpici       | Lione          | 5000 metri T54                | Oro       | 12'08"07    |                                          |
| 2013 | Mondiali paralimpici       | Lione          | 800 metri T54                 | Oro       | 1'44"44     | Record mondiale                          |
| 2013 | Mondiali paralimpici       | Lione          | 100 metri T54                 | Oro       | 16"42       |                                          |
| 2013 | Mondiali paralimpici       | Lione          | 1500 metri T54                | Oro       | 3'34"06     |                                          |
| 2013 | Mondiali paralimpici       | Lione          | 400 metri T54                 | Oro       | 53"74       | Miglior prestazione personale stagionale |
| 2016 | Giochi paralimpici         | Rio de Janeiro | 100 metri T54                 | Argento   | 16"69       |                                          |
| 2016 | Giochi paralimpici         | Rio de Janeiro | 400 metri T54                 | Oro       | 53"30       |                                          |
| 2016 | Giochi paralimpici         | Rio de Janeiro | 800 metri T54                 | Oro       | 1'44"73     |                                          |
| 2016 | Giochi paralimpici         | Rio de Janeiro | 1500 metri T54                | Oro       | 3'22"50     |                                          |
| 2016 | Giochi paralimpici         | Rio de Janeiro | 5000 metri T54                | Oro       | 11'54"07    |                                          |
| 2016 | Giochi paralimpici         | Rio de Janeiro | Maratona T54                  | Argento   | 1h38'44"    |                                          |
| 2017 | Mondiali paralimpici       | Londra         | 200 metri T54                 | Oro       | 28"08       |                                          |
| 2017 | Mondiali paralimpici       | Londra         | 1500 metri T54                | Oro       | 3'25"23     |                                          |
| 2021 | Giochi paralimpici         | Tokyo          | 4x100 m universale            | Oro       | 45"52       | Record mondiale                          |
| 2021 | Giochi paralimpici         | Tokyo          | 800 metri T54                 | Argento   | 1'43"16     |                                          |
| 2021 | Giochi paralimpici         | Tokyo          | 5000 metri T54                | Bronzo    | 11'15"13    |                                          |
| 2023 | Mondiali paralimpici       | Parigi         | 100 m piani T54               | Bronzo    | 16"11       |                                          |
| 2023 | Mondiali paralimpici       | Parigi         | 400 metri T54                 | Argento   | 53"15       |                                          |
| 2023 | Mondiali paralimpici       | Parigi         | 800 m piani T54               | Bronzo    | 1'46"51     |                                          |
| 2024 | Giochi paralimpici         | Parigi         | 100 metri T54                 | Argento   | 15"67       |                                          |
| 2024 | Giochi paralimpici         | Parigi         | 4x100 m universale            | Bronzo    | 47"32       |                                          |

#### Altre competizioni internazionali
2014

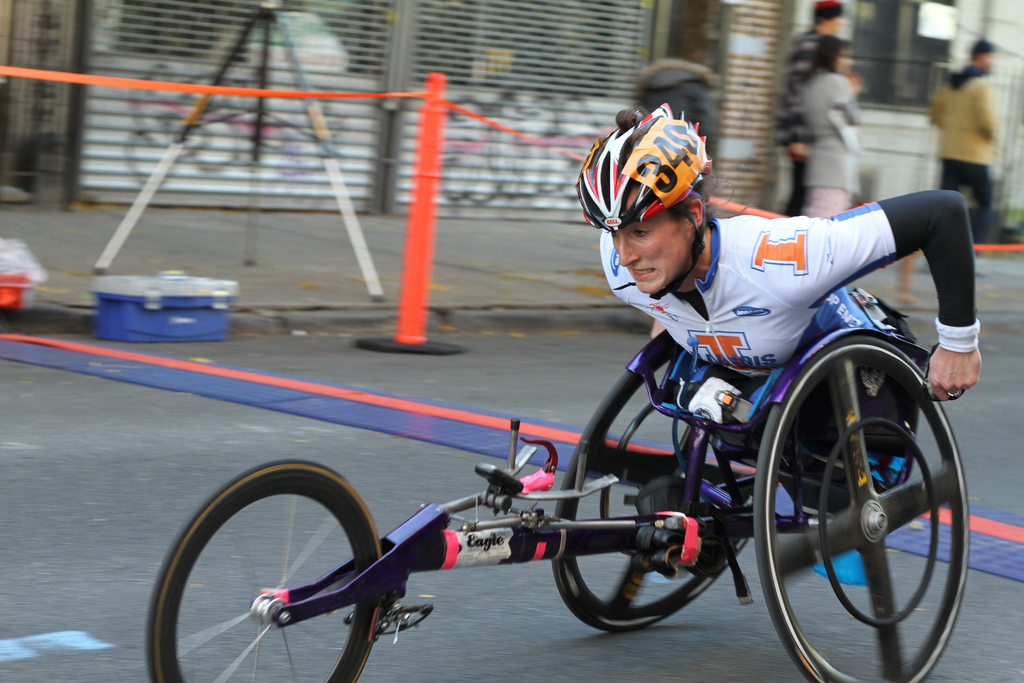
Tatyana McFadden alla Maratona di New York del 2011

- Oro alla Maratona di New York, 1h42'16"
- Oro alla Maratona di Londra, 01h45'12"
- Oro alla Maratona di Boston, 1h35'06"

2013
- Oro alla Maratona di Boston, 1h45'25"
- Oro alla Maratona di Chicago, 1h42'35"
- Oro alla Maratona di Londra, 1h46'02"
- Oro alla Maratona di New York, 1h59'13"

### Sci di fondo paralimpico

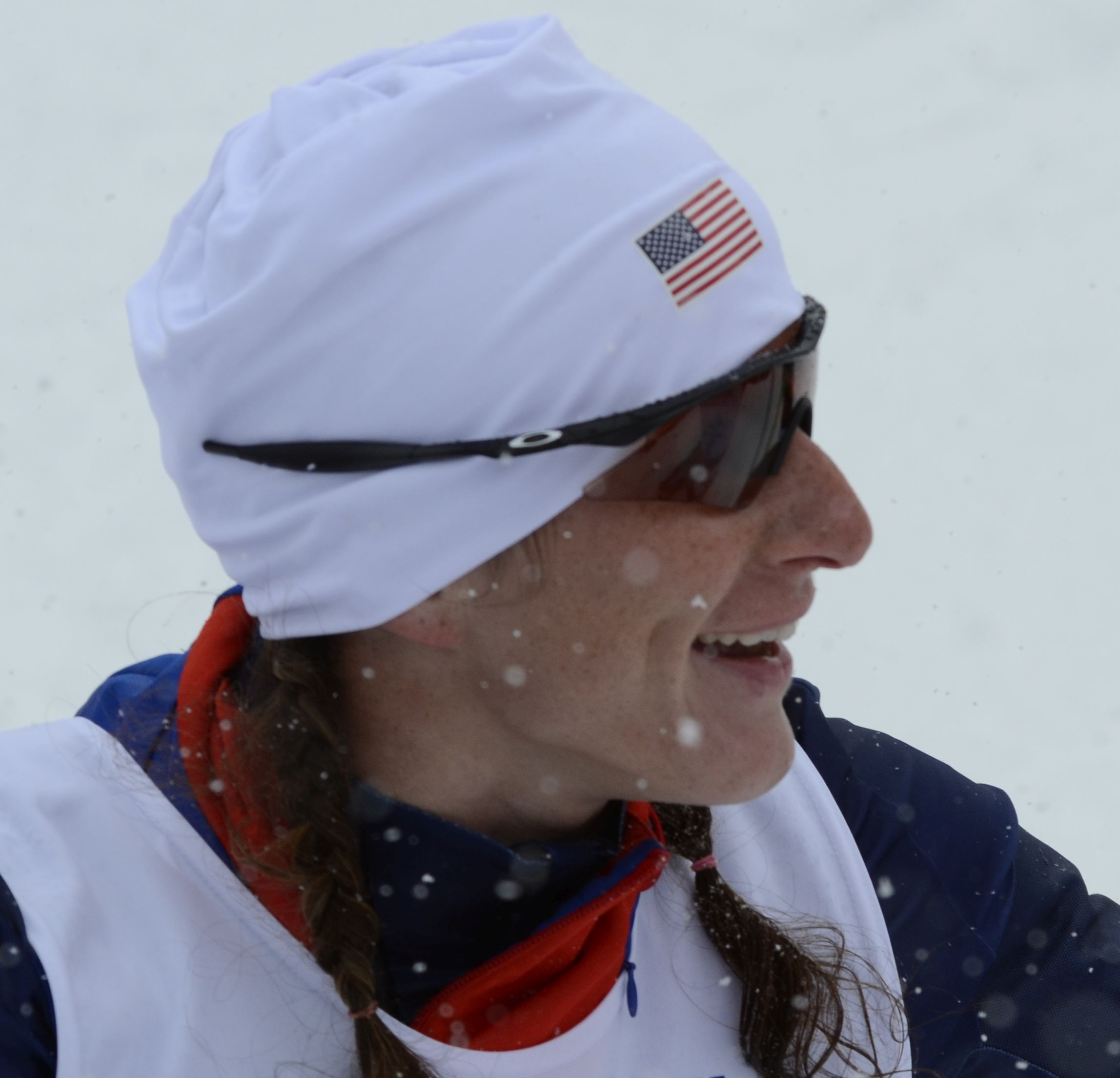
Tatyana McFadden nel 2014

#### Giochi paralimpici
- 1 medaglia:
  - 1 argento (sprint a Soči 2014).

#### Coppa del Mondo
- Miglior piazzamento in classifica generale: 12ª nel 2014[6].